# Jaraguá do Sul
Jaraguá do Sul es un municipio brasileño del estado de Santa Catarina. Tiene una población estimada al 2022 de 182 660 habitantes. Pertenece a la Región metropolitana del Norte-Nordeste Catarinense.

## Toponimia
El topónimo Jaraguá es de origen tupí-guaraní y significa "Señor del Valle".

## Historia
El territorio donde se ubica el actual municipio, entre el Río Itapocu y el Río Jaraguá, fue loteado en 1875 por el ingeniero y coronel Emílio Carlos Jourdan en la época del Imperio del Brasil. En esta época se instaló un molino y un Ingenio azucarero.
Con la llegada de la República de Brasil en 1893, comenzó la colonización del lugar por parte de inmigrantes húngaros, alemanes e italianos. 
Como distrito, Jaraguá fue parte de los municipios de São Francisco do Sul, Paraty (actualmente Araquari) y Joinville, hasta su emancipación el 26 de marzo de 1934. Adoptó el nombre de Jaraguá do Sul el 31 de diciembre de 1943 para diferenciarlo de Jaraguá del estado de Goiás.

## Demografía
Evolución poblacional

## Jaraguaenses destacados
- Aloísio Sebastião Boeing, venerable